# Bogeries d'estiu
|  | Aquest article tracta sobre la pel·lícula Summertime de 1955. Vegeu-ne altres significats a «Summertime». |

Bogeries d'estiu (títol original en anglès: Summertime) és una pel·lícula estatunidenco-britànica dirigida per David Lean, estrenada el 1955. Ha estat doblada al català.

## Argument[2]
Jane, estatunidenca a la quarantena, soltera, arriba a Venècia per passar-hi les vacances. El romanticisme de la ciutat li fa sentir més el pes de la seva solitud fins que l'amor creuï en el seu camí un seductor antiquari venecià. Però hi ha un problema, l'italià és casat...

## Repartiment
- Katharine Hepburn: Jane Hudson
- Rossano Brazzi: Renato de Rossi
- Isa Miranda: Signora Fiorini
- Darren McGavin: Eddie Yaeger
- Mari Aldon: Phyl Yaeger
- Jane Rose: Sra. McIlhenny
- MacDonald Parke: Mr McIlhenny
- Jeremy Spenser: Vito de Rossi
- Gaetano Autiero: Mauro
- Virginia Simeon: Giovanna

## Al voltant de la pel·lícula
- Per filmar l'escena on Jane, l'heroïna, cau accidentalment en un canal, David Lean no volia trucs. Finalment, després de discussions, l'aigua va ser filtrada i sanejada i Katharine Hepburn va rodar sense doble i va contreure així una conjuntivitis crònica per la resta dels seus dies.[3]
- Katharine Hepburn:[4]

| « | Treballar per a David Lean era formidable. Era bastant primari - simple - verdader. Contava una història. Una mostra de la vida real comprensible. Amb tots els detalls. Fotografiava el que veia amb la seva ànima. Un do extraordinari que tenia. Tenia la impressió que integrava literalment Venècia. Quant se n'apropiava. Tenia un gran talent de fotògraf. Un pensament descriptiu. La història era continguda en els plans. David Lean era capaç d'una mena de superconcentració. He quedat profundament marcada i impressionada, i és un dels realitzadors més interessants amb qui he tingut l'ocasió de treballar. […] obtenia de cada actor la interpretació que esperava exactament, i que corresponia a la seva espècie de visió interior. D'aquí l'aspecte monolític de les seves pel·lícules. Pinta un quadre, el seu. | » |

## Premis i nominacions

### Nominacions
- 1956: Oscar al millor director per David Lean
- 1956: Oscar a la millor actriu per Katharine Hepburn
- 1956: BAFTA a la millor pel·lícula
- 1956: BAFTA a la millor actriu estrangera per Katharine Hepburn